# Pseudochariesthes erlangeri
Pseudochariesthes erlangeri är en skalbaggsart som beskrevs av Stefan von Breuning 1960. Pseudochariesthes erlangeri ingår i släktet Pseudochariesthes och familjen långhorningar. Inga underarter finns listade i Catalogue of Life.